# Trentepohlia pumila
Trentepohlia pumila là một loài ruồi trong họ Limoniidae. Chúng phân bố ở miền Australasia.